# Jaume I Appiani
Jaume I Appiani (vers 1322 - Pisa, 5 de setembre de 1398) fou notari de Pisa, actiu en l'administració de la ciutat estat de pisa. Va ser escrivà del consell dels ancians el 1352, ancià de Pisa el 1354, castellà de Crema el 1355, canceller del col·legi d'ancians del 1370 al 1392 i senyor de Pisa, Piombino i territoris annexes des del 30 d'octubre de 1392.
Fou pare de Vanni Appiani, Gerard Lleonard Appiani i Manel Appiani.